# 164792 Owen
164792 Owen è un asteroide della fascia principale. Scoperto nel 1999, presenta un'orbita caratterizzata da un semiasse maggiore pari a 2,2654497 UA e da un'eccentricità di 0,0891718, inclinata di 6,46973° rispetto all'eclittica.